# Huna ben Joshua
Huna ben Joshua (in ebraico רב הונא בריה דרב יהושע‎?, Rav Huna BeReia DeRav Yehoshua; Babilonia, IV secolo – 410) è stato un rabbino babilonese della quinta generazione amoraim.
Allievo di Rava, che sembra essere stato il suo più importante maestro, fu considerato il più eminente rabbino della sua generazione. Di famiglia agiata, era solito non camminare mai più di quattro cubiti a testa nuda. Una piccola proprietà terriera gli permise di aver il sostentamento e il tempo necessari per dedicarsi agli studi con Rava, che a volte lo elogiava, mentre altre volte gli riservava dei rimproveri.
Fu collega e avversario accademico  (bar plugata) di Rav Papa, dal quale era inseparabile, sia dentro che fuori dalla scuola. Probabilmente fu anche studente del maestro Abbaye.
Quando Rav Papa divenne capo della Yeshivah di Naresh, un'accademia che in seguito fu trasferita a Mata Mehasia, un sobborgo di Sura e della sua yeshivah, Huna fu nominato presidente dell'assemblea generale (resh kallah) della stessa scuola.
Huna mangiava molto lentamente, tanto che Rav Papa inseriva nello stesso una quantità di cibo pari al quadruplo della sua razione, mentre Rabina lo batteva di otto volte.

Huna morì in età molto avanzata, 57 anni dopo Rava. Secondo il Rosh Ashana, Huna si ammalò gravemente una volta sola quando Rv Papa era ancora in vita, ma non morì perché era stato perdonato delle sue colpe.